# Placówka Straży Celnej „Szyszkowo”

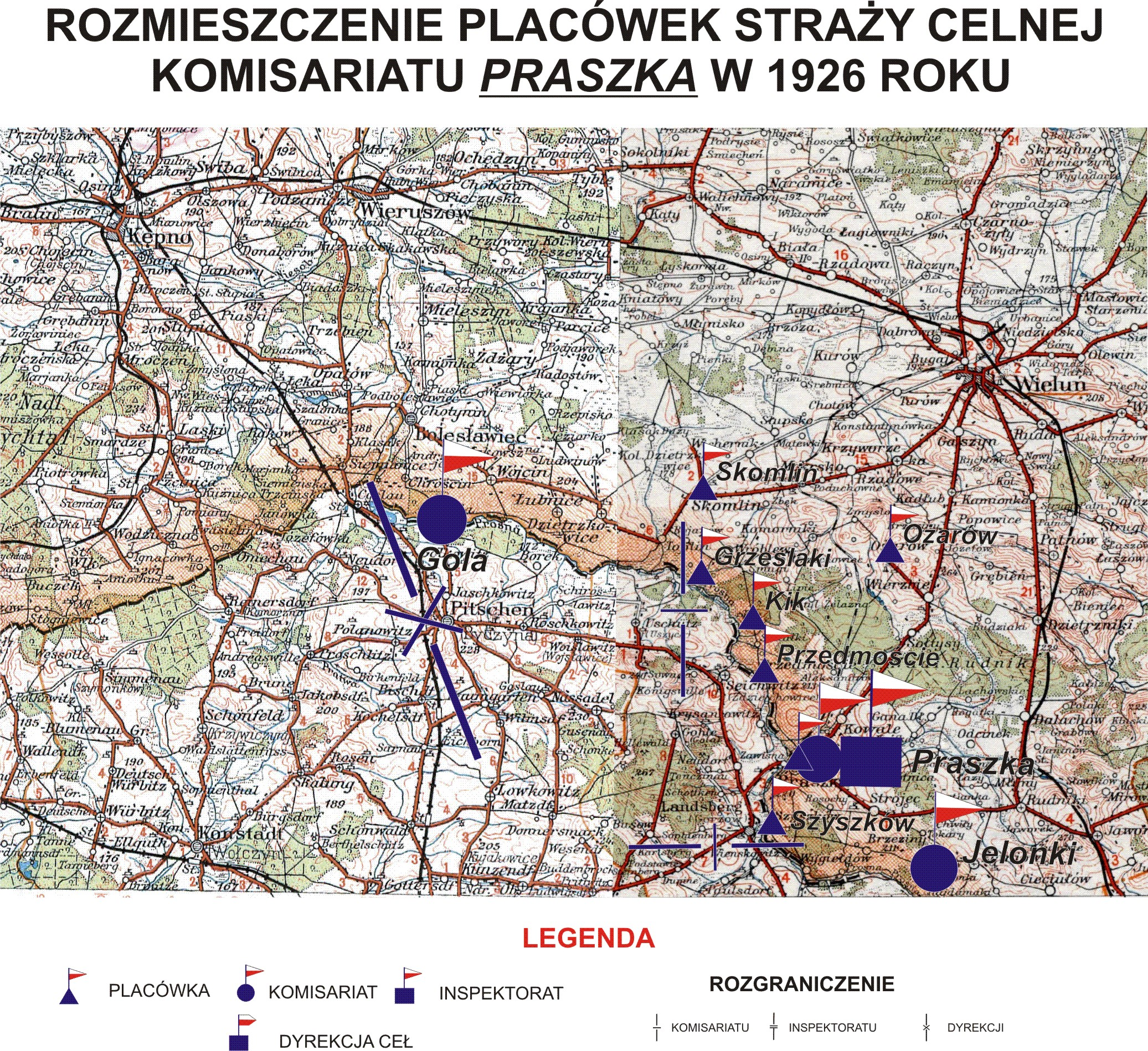
Rozmieszczenie placówek SC Komisariatu Praszka w 1926 r.

Placówka Straży Celnej „Szyszkowo” – jednostka organizacyjna Straży Celnej pełniąca w okresie międzywojennym służbę ochronną na granicy polsko-niemieckiej.

## Formowanie i zmiany organizacyjne
Na wniosek Ministerstwa Skarbu, uchwałą z 10 marca 1920 roku, powołano do życia Straż Celną. Od połowy 1921 roku jednostki Straży Celnej rozpoczęły przejmowanie odcinków granicy od pododdziałów Batalionów Celnych. W 1921 roku w Praszce stacjonował sztab 2 kompanii 5 batalionu celnego. 2 kompania celna jedną ze swoich placówek wystawiła w Szyszkowie. Proces tworzenia Straży Celnej trwał do końca 1922 roku. Placówka Straży Celnej „Szyszkowo” weszła w podporządkowanie komisariatu Straży Celnej „Praszka” z Inspektoratu SC „Praszka”.  W strukturach nowo powstałej formacji placówki „Szyszkowo” nie odtworzono.
W drugiej połowie 1927 roku przystąpiono do gruntownej reorganizacji Straży Celnej. W praktyce skutkowało to rozwiązaniem tej formacji granicznej. Ochronę północnej, zachodniej i południowej granicy państwa przejęła powołana z dniem 2 kwietnia 1928 roku Straż Graniczna.

## Funkcjonariusze placówki
Kierownicy placówki
| stopień    | imię i nazwisko, numer   | okres pełnienia służby | kolejne stanowisko |
| ---------- | ------------------------ | ---------------------- | ------------------ |
| przodownik | Władysław Nakielny (746) | był w 1926             |                    |

Obsada personalna placówki w 1926:
- przodownik Władysław Nakielny (746)
- strażnik Józef Knychała (792)
- strażnik Franciszek Borowczak (774)
- strażnik Władysław Krześniak (794)
- strażnik Czesław Malanowski (1127)
- strażnik Stanisław Nykiel (748)